# 560 هـ
560 هـ هي سنة في التقويم الهجري امتدت مقابلةً في التقويم الميلادي بين سنتي 1164 و1165.

## مواليد
- ولد الشيخ الأكبر محي الدين محمد ابن العربي في شهر رمضان بمدينة مرسية.

## وفيات
- ابن ملكا البغدادي
- نصرة الدين أمير أميران
- ابن التلميذ
- ابن هبيرة
- الإدريسي